# Sebastiano Purgotti
Sebastiano Purgotti (Cagli, 21 luglio 1799 – Perugia, 31 marzo 1879) è stato un chimico, matematico e filosofo italiano.

## Biografia
Sebastiano Purgotti ha avuto come maestro nelle lettere Imerio Cibo di Amelia, mentre nelle scienze filosofiche e matematiche è stato allievo di Padre Domenico Pallieri, domenicano originario di Alba. Per quest'ultimo, all'indomani della morte, il diciottenne Purgotti ha composto un elogio funebre e una poesia in memoria.
Nel novembre del 1817 si iscrive all'Università degli Studi di Roma ai corsi di legge, medicina e fisica-matematica conseguendo il 22 luglio 1819 il diploma di magistero in diritto pubblico e criminale e distinguendosi tra i dotti suoi colleghi nelle suddette discipline.
Tornato a Cagli collabora inizialmente con il padre nella farmacia di famiglia posta nella piazza maggiore (l'attuale piazza Matteotti), senza abbandonare però la viva aspirazione a ricoprire una cattedra universitaria con particolare predilezione per l'insegnamento della chimica.
In mancanza di una laurea specifica per detta disciplina (all'epoca dei suoi studi l'Università di Roma non ne conferiva il diploma) Sebastiano Purgotti fa domanda di concorso con esame, nel giugno del 1827, per una cattedra presso la libera Università degli Studi di Urbino, ma nel contempo, è chiamato dall'ateneo di Perugia grazie alla sua fama di studioso ad insegnare chimica, botanica e farmaceutica.
A Perugia ricopre varie e sempre più importanti cariche all'interno dell'Università: nel 1831 è nominato membro del collegio filosofico, nel 1834 diviene professore di matematica, dal 1853 è bibliotecario e vice direttore ed infine il 23 aprile del 1854 è elevato alla carica di Rettore dell'Università di Perugia. È stato inoltre preside delle facoltà di scienze fisiche e matematiche unitamente all'accademia medico-chirurgica, e direttore delle scuole di farmacia. Nel corso della sua vita pubblica oltre cento opere scientifiche di vario argomento che spaziano dalle scienze fisico-chimiche all'idrologia minerale, dalle scienze matematiche alle filosofiche con particolare riguardo alla teoria degli atomi.
Si spegne a Perugia la mattina del 31 marzo 1879 lasciando la consorte Berenice Rosini d'Arezzo, sua compagna di vita dal 1826, e tre figli tra cui due maschi e una femmina. Il maggiore di questi Enrico diviene professore di fisica e matematica, il secondo uomo di Chiesa mentre la figlia prende i voti monastici.

## Gli avi
La famiglia Purgotti ha origini veneziane, il bisavolo Girolamo, farmacista, giunto ad Urbino nel 1731 ha facoltà di insegnare farmaceutica in questa città, il nonno Sebastiano, nato a Fossombrone, consegue in Urbino nel 1771 il diploma di chirurgo, il padre Nicola è stato farmacista in Cagli e sposò Rosa Morbidi.

## Onorificenze
Grazie alle sue qualità di studioso e alla sua modestia stringe amicizie illustri ed è nominato membro onorario di trentadue accademie di scienze e di lettere tra cui l'Accademia Nazionale dei Lincei, dei Georgofili di Firenze, la Società di farmacia degli Stati sardi, l'Associazione farmaceutica lombarda e la Società farmaceutica umbra della quale è stato anche presidente.
Altre onorificenze gli sono tributate dal Pontefice Pio IX, a cui il Purgotti dedica il suo trattato di chimica, che nel 1851 lo onora di medaglia d'oro quale attestato di stima e nel 1855 lo insignisce della croce dell'Ordine di San Silvestro. Il comune di Perugia nel 1867 conia appositamente per lui una medaglia d'oro mentre il re Vittorio Emanuele II nel 1871 lo nomina cavaliere dell'Ordine della Corona d'Italia.
Cagli, città natale di Sebastiano, il 14 ottobre 1880 celebra solenni onoranze al suo benemerito cittadino dedicandogli una delle principali vie del centro storico: così via Giuoco del Formaggio diviene l'odierna via Purgotti. Nel Salone degli Stemmi del Palazzo Pubblico è stata posizionata una lapide con l'effigie a rilievo del benemerito cittadino al quale pochi anni prima era stato dedicato uno dei medaglioni dei cittadini illustri realizzati a rilievo da Alessandro Venanzi nella balconata del secondo ordine del Teatro Comunale (terminato nel 1876).
Nella lapide del Palazzo Pubblico in Cagli è dato leggere la seguente scritta incisa:
A SEBASTIANO PURGOTTI

DECRETÒ QUESTA MEMORIA

LA PATRIA

CHE DAGLI SCRITTI E DALLE VIRTÙ

DEL SOMMO SCIENZIATO

EBBE TANTO LUSTRO ED ONORE

NATO IN CAGLI IL XXI LUGLIO MDCCLXXXXIX

morì IN PERUGIA IL XXXI MARZO MDXXXLXXIX
A Perugia, la città che lo aveva accolto, gli sono stati tributati particolari onori e nel cimitero gli è stato eretto un monumento la cui epigrafe recita:
QUI RIPOSA SEBASTIANO PURGOTTI

INSIGNE CHIMICO E MATEMATICO NOTO IN ITALIA E FUORI

ESEMPIO RARO DI VIRTÙ DOMESTICHE E CIVILI
Una corona d'alloro in metallo dorato donata dal comune di Cagli è stabilmente collocata sopra il citato monumento funebre a perpetuo omaggio.

## Opere scientifiche e letterarie
- Due articoli: inseriti nel Giornale Scientifico Letterario di Perugia secondo trimestre 1843
- Lettere di Sebastiano Purgotti ad un amico intorno a vari filosofici argomenti
- Riflessioni sulla teoria degli atomi
- Trattato di chimica applicato specialmente alla medicina e alla agricoltura
- Trattato elementare di chimica applicata specialmente alla medicina
- Trattato elementare di chimica applicata specialmente alla medicina e alla agricoltura
- Intorno all'azione dell'acido solfo-idrico sul solfato di protossido di ferro
- Osservazioni intorno a varie inesattezze che allignano nei moderni corsi di matematica elementare
- Riflessioni di Sebastiano Purgotti sopra un opuscolo che porta per titolo se si possa difendere, ed insegnare non come ipotesi, ma come verissima, e come tesi la mobilita della terra, e la stabilita del sole da chi ha fatta la professione di fede di Pio IV
- Elementi di aritmetica, algebra e geometria
- Studi chimici sulle acque minerali di Valle Zangona. Del professore Sebastiano Purgotti, del chimico-farmacista Pio Mazzolini, seguiti da una lettera intorno agli usi ed effetti delle medesime del dottore Antonio Federici
- Riflessioni sulla teoria degli atomi
- Chimica
- Analisi delle acque minerali di S. Gemini eseguita da Sebastiano Purgotti professore di chimica nell'universita di Perugia
- Aritmetica e algebra
- Chimica organica: seguita da un saggio di filosofia chimica
- Geometria
- Per la morte del professore Luigi Canali: rettore della Pontificia Universita di Perugia e pubblico bibliotecario. Due funebri orazioni seguite dalla sua biografia
- Problemi tratti dagli elementi di Aritmetica, Algebra e Geometria
- Nozioni elementari ragionate del calcolo aritmetico ad uso dei giovanetti. Compilate per dimande e risposte da Sebastiano Purgotti
- Pensieri intorno al primitivo insegnamento della scienza delle quantità
- Chimica inorganica
- Metalli delle terre aride e metalli propriamente detti
- Elementi di aritmetica ragionata ad uso dei giovanetti
- Elementi di aritmetica, algebra e geometria
- Analisi delle acque minerali di S. Gemini eseguita da Sebastiano Purgotti
- Lettere filosofiche: principalmente riguardanti l'elementare insegnamento delle scienze esatte
- Chimica inorganica. Metalloidi
- Compendio di nozioni farmaceutiche di Sebastiano Purgotti ad uso degli studenti medicina e farmacia, ossia, Esposizione delle avvertenze teorico-pratiche le più interessanti per ben preparare, conservare ed apprestare i farmaci
- Sul fluido biotico e le sue influenze nei moti delle tavole e dei pendoli indovini e nel magnetismo animale e nelle manifestazioni spiritualiste. Discorso del professore Sebastiano Purgotti da lui letto in latino il di 21 luglio 1853
- Nozioni elementari intorno all'algorismo sui numeri interi estratte dal trattato di aritmetica ragionata
- Chimica inorganica. Metalli
- Lettere filosofiche. Principalmente risguardanti l'elementare insegnamento delle scienze
- Chimica organica e nozioni le più interessanti di chimica agraria e filosofia
- Studi chimici di Sebastiano Purgotti sulle sorgive minerali del distretto di Civita Ducale presso il Velino nel secondo Abruzzo Ulteriore 1858
- Sull'acqua salino-ferruginosa di Giano. Chimiche ricerche
- Elementi di algebra
- Elementi di aritmetica
- Elementi di geometria
- Elogio funebre del professore Lorenzo Massini. Letto nelle esequie nella chiesa dell'Universita il 18 ottobre del 1858
- I segreti dell'arte di comunicare le idee negli elementi delle scienze esatte ed i difetti che anche attualmente vi sono coperti dal falso manto della matematica evidenza svelati dalla filosofica investigazione. Studi
- Esercizi aritmetici di Sebastiano Purgotti. In addizione alla quarta edizione della sua aritmetica
- Idrologia minerale del distretto di Civita Ducale nel secondo Abruzzo Ulteriore. Per gli studi di Sebastiano Purgotti
- Studi chimici di Sebastiano Purgotti sulle sorgive minerali del distretto di Civita Ducale presso il Velino nel secondo Abruzzo ulteriore 1859
- Intorno ai fisici e ai metafisici del chiarissimo prof. Francesco Puccinotti. Lettera al medesimo
- Idrologia narnese o rapporto degli studi chimici sulle acque potabili e minerali di Narni del dottore Sebastiano Purgotti fatti per cura dell'inclita giunta municipale della stessa città 1862
- Articolo del ch. prof. Sebastiano Purgotti intorno alcuni scritti inediti di Michelangelo Poggioli pubblicati per cura del figlio avv. Giuseppe
- Delle acque minerali di San Galgano di Perugia. Memorie istoriche per il conte Gio. Battista Rossi-Scotti. Seguite dai relativi studi analitici da Sebastiano Purgotti
- Intorno alla nutrizione. Frammenti tratti dalla chimica animale
- Sulle sorgenti acidule-ferro-manganesiache di Monte Castello Vibio. Studi chimici di Sebastiano ed Enrico Purgotti, seguiti da una relazione intorno alle loro virtù medicamentose di Antonio Melloni
- Intorno all'articolo dei corpi organici naturali inserito nell'Apologenico (1866). Osservazioni di Sebastiano Purgotti
- Intorno alle opinioni dello Schoenbein relative alle azioni catalitiche
- Le forze. Allocuzione per l'inaugurazione degli studi nella Libera Universita di Perugia nell'anno scolastico 1866-67;
- Intorno agli esami liceali. Vaganti idee
- Delucidazioni intorno alla sua allocuzione "Le forze"
- Euclide e la logica naturale. Riflessioni
- Compendio di nozioni farmaceutiche
- Compendio di nozioni farmaceutiche, ossia Raccolta di cognizioni teorico-pratiche per ben preparare, conservare ed apprestare i farmaci, le quali sono utili al medico, e indispensabili al farmacista, di Sebastiano Purgotti. A queste fa seguito un trattatello sull'arte di ben scrivere le ricette si nel latino idioma usando pesi antichi, che nell'idioma italiano usando i pesi metrici moderni
- Intorno ai saggi idrotimetrici delle acque potabili. Nota di Sebastiano Purgotti;
- Sull'esame critico della sua prolusione. Le forze. Osservazioni di Sebastiano Purgotti
- Sulla necessità di escludere lo studio della geometria dai pubblici ginnasi e l'Euclide dai licei. Nota
- Intorno alle odierne difese degli antichi errori nell'insegnamento delle matematiche. Cicaloate polemiche di Sebastiano Purgotti
- Lettera di Sebastiano Purgotti al chiarissimo Prof. J. W. Wilson intorno a quistioni relative a questa scienza
- Rilievi di Sebastiano Purgotti intorno ad alcune critiche osservazioni sull'ultimo opuscolo risguardante la combustione
- Cenni di Sebastiano Purgotti intorno alla conformità delle sue opinioni con la lettera scritta al rettore dell'universita di Lilla per ordine di Pio IX
- Riflessioni di Sebastiano Purgotti intorno al discorso Cosa e la fisiologia. Prolusione del prof. Alessandro Herzen letta nell'Istituto superiore di Firenze nel 1877
- Uno scherzo scientifico. Dato da Sebastiano Purgotti